# Dorothee Sölle
Dorothee Steffensky-Sölle, née Dorothee Nipperdey le 30 septembre 1929 à Cologne et morte le 27 avril 2003 à Göppingen, est une théologienne protestante allemande, pacifiste et féministe allemande.
La reconnaissance universitaire lui a été en grande partie refusée alors même que ses idées théologiques et politiques étaient connues et controversées dans le monde entier. Sur le plan politique, elle militait dans les mouvements pacifiste, féministe et écologique.
Sölle critiquait l'idée de la toute-puissance d'un Dieu imaginé sous des traits anthropomorphes et masculins. Dans ses ouvrages, elle cherchait à tenir ensemble des expériences de vie de tous les jours, notamment celles de la souffrance, de la pauvreté, de la discrimination et de l'oppression, avec des concepts théologiques.

## Biographie
Dorothee Sölle est née dans une famille de culture protestante mais peu pratiquante. À partir de 1949 elle fit des études de lettres, de philosophie puis de théologie protestante à Fribourg-en-Brisgau et Göttingen. De 1954 à 1960 elle enseigna dans le secondaire, et soutint sa thèse sur Les Veilles de Bonaventura en 1959. De 1962 à 1964 elle était employée à l'Institut de philosophie à Aix-la-Chapelle, de 1964 à 1967 à l'Institut de littérature allemande à Cologne. En 1971 elle soutint sa thèse d'habilitation à la faculté de philosophie de l'Université de Cologne, sur les rapports entre la littérature allemande et la théologie au lendemain de l'Aufklärung, ce qui ne lui valut cependant jamais une chaire de professeur en Allemagne.
C'est seulement en 1994 que Sölle est devenue professeure honoris causa à l'Université de Hambourg. Après quelques années comme chargée de cours en histoire de la littérature allemande à Cologne, elle enseigna comme professeure de théologie systématique à l'Union Theological Seminary à New York de 1975 à 1987. Pendant cette période, elle continua son engagement militant en Allemagne, où elle passait toujours la moitié de l'année. Son deuxième mari, qu'elle épousa en 1969 après son divorce d'avec Dietrich Sölle, Fulbert Steffensky, était alors professeur en pédagogie des religions à Hambourg. Sa fille Mirjam (née en 1970) est issue de ce mariage. De son premier mariage, Dorothee Sölle eut trois enfants, Martin (né en 1956), Michaela (née en 1957) et Caroline (née en 1961).

### Engagements politiques
Ses prises de position publiques situent Sölle politiquement à gauche. Elle milita dans le mouvement pacifiste, critiquant la guerre du Vietnam, la course aux armements et notamment l'armement nucléaire. En 1968, Sölle fut l'une des fondateurs du Politisches Nachtgebet (« prière politique du soir ») à l'église Saint-Antoine de Cologne. Elle s'engagea pour la cause féministe, l'écologie et pour une meilleure justice à l'échelle mondiale. Très influencée par la théologie de la libération sud-américaine, Sölle plaidait pour une solidarité avec les pauvres et opprimés de ce monde. Pour elle, le péché est avant tout collectif, structurel, et inclut tous ceux qui se taisent.

## Théologie

### La conception de Dieu et de l'homme
Sölle dénonce les désignations masculines pour Dieu : à la recherche d'un nouveau langage, cette théologienne féministe préconise également le recours à des symboles mystiques telles que la lumière et le feu. S'opposant à Karl Barth, Sölle ne conçoit pas Dieu comme le « tout autre », mais le caractérise par sa relation avec l'Homme, dont l'amour est le ressort. La création de l'Homme devient dès lors une « creatio ex amore ». Identifiant deux façons possibles de se représenter les relations entre Dieu et l'Homme, Sölle se situe résolument du côté de « l'Unité » :
| « Différence »                            | « Unité »                            |
| ----------------------------------------- | ------------------------------------ |
| distance infinie                          | unification mystique est possible    |
| Dieu = le « tout autre »                  | naissance de Dieu dans l'âme         |
| Dieu comme personne, figure du père       | Dieu comme abîme, source, océan      |
| Dieu veut de l'obéissance                 | empowerment par Dieu                 |
| salut = justification                     | salut = sainteté                     |
| péché : idolâtrie, désobéissance          | péché : être loin de Dieu, être vide |
| cf. Barth, Calvin, orthodoxie protestante | mystique                             |
| homme = étranger sur terre                | homme = cocréateur                   |

### L'«a-théisme» et l'expérience de Dieu
Dans son ouvrage Atheistisch an Gott glauben (« Croire en Dieu d'une manière athée », 1968), Sölle se confronte à l'idée nietzschéenne selon laquelle « Dieu est mort ». Cette affirmation nous fait perdre notre naïveté d'une croyance infantile en Dieu. De ce fait la religion reposerait actuellement sur une « douleur infinie », selon l'expression de Hegel : la douleur de ne plus pouvoir faire l'expérience immédiate de Dieu. « Aucune voix ne nous appelle depuis les nuages du ciel ; mais la douleur sur des voix, visions et prophètes manquants est aveugle et sourde face au Dieu qui ne parle pas moins fort sur du papier de journal, des affiches de films et dans des statistiques, que dans le buisson ardent, même si c'est de façon plus indirecte. »
Reconnaître cette séparation douloureuse d'avec Dieu permet de devenir véritablement homme : « Seulement celui qui fait l'expérience de l'absence de Dieu – en tant que réification que nous infligeons l'un à l'autre – est devenu un être humain véritable. »
« L'absence » de Dieu ouvre sur l'avenir possible avec un Dieu inscrit dans l'histoire, seul mode sur lequel on peut faire son expérience : conciliant la position religieuse-théiste « Dieu est » et la position religieuse-athée « Dieu est mort », Sölle en arrive à un « Dieu devient ».

### Christologie
Se situant dans l'héritage du paulinisme, Sölle conçoit le Christ comme médiateur entre Dieu et l'Homme, comme « Stellvertreter », tenant-lieu, représentant l'Homme devant Dieu et Dieu parmi les Hommes. L'incarnation est interprétée comme une « transformation de Dieu », voulue par celui-ci, et dans laquelle Dieu ne s'enferme pas. Ce qui compte aux yeux de Sölle, est la kénose, la représentation « dans l'impuissance ». Dans une méditation sur l'Épître aux Philippiens 2,5-11, Sölle précise que le Christ aurait assumé volontairement la condition humaine faite d'abaissement, d'aliénation de soi, d'esclavage. L'Homme a besoin d'être ainsi représenté par le Christ, à cause de son manque d'identité.
Pour Sölle, la condition de l'homme se caractérise par une dépendance radicale (Angewiesenheit) du fait du péché et de la contingence. Le Christ au contraire se serait fait « dépendant » (Abhängigkeit) dans une dépendance volontairement assumée et non imposée. En cela, et par la conscience de sa condition, le Christ se distingue des autres esclaves. Mais encore dans sa relation à Dieu, que Sölle appelle « bei-Gott-sein » (« être-auprès-de-Dieu ») : le Christ ne cherche nullement à avoir Dieu pour soi-même. Au contraire, c'est par le Christ que Dieu élève tous les esclaves. Sölle a remis le Christ sur la croix au centre de sa réflexion.

### Être chrétien
Selon Sölle, le problème de la chrétienté actuelle consiste en ce qu'elle est composée d'admirateurs du Christ (qui ne voient pas l'exigence qui leur est adressée) et non de gens qui le suivent (qui cherchent à devenir comme lui, à l'imiter). Or suivre le Christ constitue la forme sociale de la foi. « Le concept de Dieu n'est valable et utile que s'il nous rend plus grands, plus libres et plus capables d'aimer. Si Dieu ne le peut pas, il est temps que nous nous débarrassions de lui. »
L'appel de Jésus à le suivre est cependant fondé sur l'autorité, selon une relation maître/disciple qu'on ne peut plus accepter telle quelle aujourd'hui (après les totalitarismes et le culte du Führer notamment). Or celui qui suit Jésus doit être lucide : ce qui l'attend est la croix, donc a priori un échec.
Concrètement, pour suivre le Christ, il n'existe pas de principes ou catégories, pas un « bon » chemin. Le Christ appelle à une liberté qui impose de chercher et d'oser son chemin dans chaque situation nouvelle : non « l'obéissance », mais « l'imagination ». Imiter le Christ ne signifie pas copier sa façon de vivre, mais trouver la manière de vivre en tant que chrétien dans le monde actuel.
Si c'est l'action sociale qui compte, se pose la question de la relation entre la foi et les œuvres. Sölle discute Luther en démontrant que ce nous entendons par « foi » (le fait de nous accrocher à certains dogmes) constitue en fait une œuvre.
La théologie a cependant toujours un avantage sur une éthique quelconque : Selon Sölle, le christianisme répond à la soif innée de l'Homme d'une transcendance. L'anthropologie théologique qu'elle préconise prend cette aspiration de l'homme au sérieux, et assure que le christianisme n'est pas dépassé.

### Théologie de la création
L'idée d'un Dieu « dépendant » de l'homme s'exprime de façon exemplaire dans la théologie de la création que Sölle développa dans les années 1980. Dans la Bible, elle décèle un projet historique (la libération d'Égypte), et un projet ontologique (la création), qui vont ensemble, mais « au commencement était la libération ». Partant du constat qu'il peut être difficile de louer le Dieu de la création, Sölle esquisse un cheminement pour se joindre à la louange. Pour cela, l'homme doit se sentir lié au reste de la création, adopter une attitude d'étonnement et de joie, changer de mentalité.
Outre à la louange, Dieu appelle l'Homme à la « cocréation » : ce dernier est donc censé être actif, « nous ne sommes pas de simples récipients dans lesquels la grâce est versée ; au contraire, nous sommes des partenaires actifs d'un amour vivant. » En cela Sölle s'oppose au « pessimisme anthropologique » de l'Homme au sein du protestantisme. L'Homme est créé à partir de terre, et selon l'image de Dieu ; il est censé agir de concert avec Dieu, à l'imiter, à être saint comme lui. Les modes de cette participation sont l'amour et le travail.

### Mystique
C'est dans la mystique que Sölle propose de puiser la force pour les engagements dans le monde, dans son dernier grand ouvrage Mystik und Widerstand, du stilles Geschrei (« Mystique et résistance, ô cri silencieux », 1997). Selon elle, toute théologie devrait comporter un élément mystique - johannique -, à côté de la dimension institutionnelle (pétrinienne) et de la dimension intellectuelle (paulinienne). Dans le protestantisme, Sölle dénonce le « suicide spirituel », alors qu'elle veut faire l'expérience de la grâce sur le plan du sentiment. Par là elle se situe dans l'héritage des grands mystiques mais se rattache aussi davantage au réformateur Thomas Müntzer qu'à Martin Luther.
Sölle s'attache à une démocratisation de la mystique, qui ne serait pas l'affaire d'une élite mais dont tous les Hommes, dans l'enfance, auraient eu l'expérience. Tandis que la culture occidentale les dévalorise, Sölle préconise de se laisser sensibiliser par la rencontre de mystiques pour retrouver en soi cette partie cachée.
Le point de départ est la soif de Dieu, l'amour de Dieu, le languissement, qui ouvre la voie à une « herméneutique du désir ». L'objectif de la démarche mystique est une « unio mystica » dans laquelle l'âme s'unit à Dieu, comme une étincelle avec le divin absolu. L'expérience mystique est pensée comme un voyage en trois étapes : S'étonner, lâcher prise, guérir ou résister. Après le « départ », qui inclut l'expérience de la souffrance et le renoncement au moi, il faut un « retour » qui conduit à s'engager de nouveau dans le monde mais en le voyant avec les yeux de Dieu.
Dans Mystique et résistance, Sölle étudie comment des mystiques se sont comportés dans leur temps et leur société, d'où la notion de « résistance ». Outre des exemples de toutes les époques, Sölle étudie les lieux de l'expérience mystique : la nature, l'érotique, la souffrance, la communauté et la joie.

## Ouvrages de Sölle disponibles en français
- Imagination et obéissance : réflexions pour une éthique chrétienne à venir. Casterman, 1970.
- La Représentation : un essai de théologie après la mort de Dieu. Desclée, 1970.
- Pour ou contre une théologie politique ; suivi de La foi chrétienne en sait-elle davantage ? Genève : Centre protestant d'études, 1972.
- Souffrance & malheur. Église Réformée de France, Commission générale d'évangélisation, 1988.
- Souffrances. Éd. du Cerf, 1992.
- Les femmes célèbres de la Bible dans la littérature et dans l'art. Bibliothèque des arts, 1993.
- Teshouva ou comment quitter les cathédrales de la mort  (ouvrage collectif avec Klara Obermüller, Peter Bichsel, Dominique Hartmann). Éd. Michel Servet, 1995.

## Littérature sur Sölle en français
- Durand, Danielle. Le Thème de la mort de Dieu chez Nietzsche : et son influence sur quelques théologiens contemporains (Bonhoeffer, Altizer, Vahanian, D. Sölle). Mémoire à l'Institut Protestant de Théologie, Paris, 1973.
- Gruber, Jacques. À propos de la "Représentation" de Dorothée Sölle [sic]. Diplôme de recherches théologiques du troisième cycle, Institut Protestant de Théologie, Montpellier, 1986.
- Ondo Mendago, Richard Joseph. Dorothée Sölle, Jürgen Moltmann et la question de l'identité eschatologique de Jésus. s.n., 2003.
- Van der Veen, Jacques. Présentation et confrontation critique du « Cur deus homo » d'Anselme de Canterbury de la « Représentation » de Dorothée Sölle. Mémoire à l'Institut Protestant de Théologie, Montpellier, 1984.
- Weiland, J. Sperna. La Nouvelle théologie : Tillich, Bultmann, Bonhoeffer, Fuchs, Ebeling, Robinson, Van Buren, Michalson, Winter, Cox, Hamilton, Altizer, Sölle. Préface de E. Schillebeeckx, traduit du néerlandais par Jean Evrard. Paris : Desclée de Brouwer, 1969.
- Dialogue avec Dorothée Sölle sur « la croix et la lutte des classes ». Séminaire théologique du Centre rencontre et recherche, 24-25 juillet 1978.